# Церква Преображення Господнього (Заславль)
Церква Преображення Господнього (біл. Спаса-Праабражэнская царква), колишній Кальвінський собор — православний (спочатку протестантський) у місті Заславль, Мінська область, Білорусь.
Храм найкраще збережений, як пам'ятка ренесансу оборонного характеру.

## Галерея

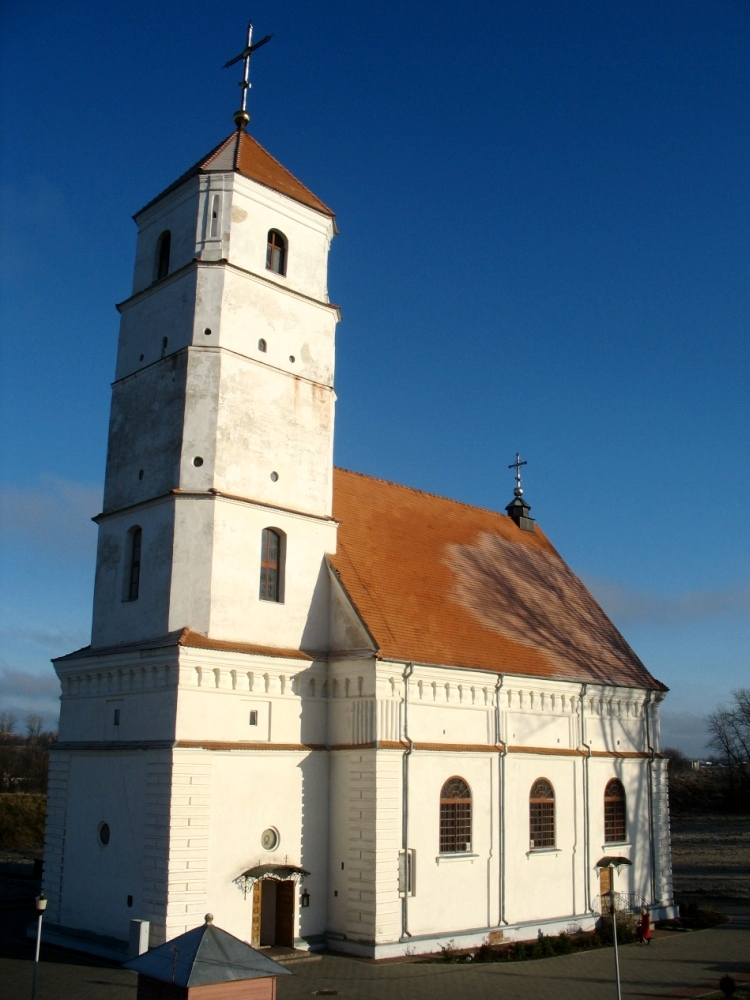
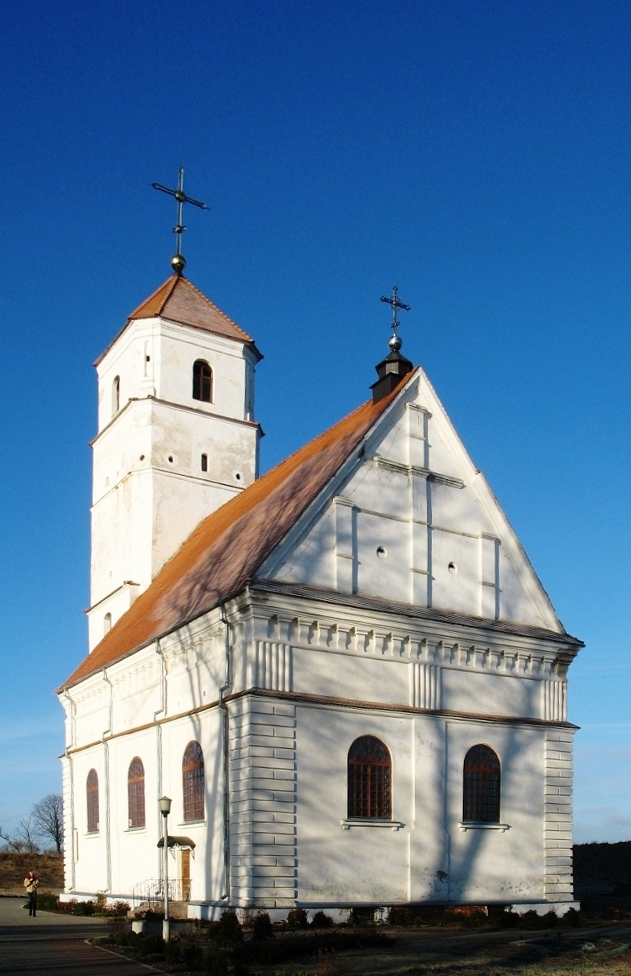
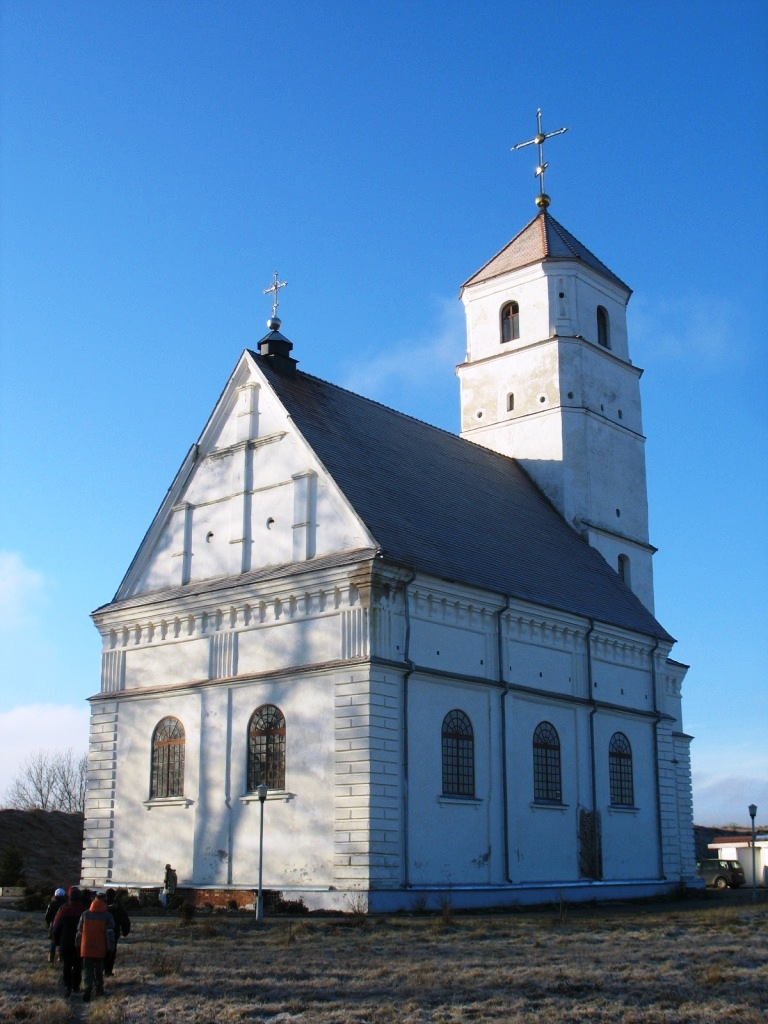
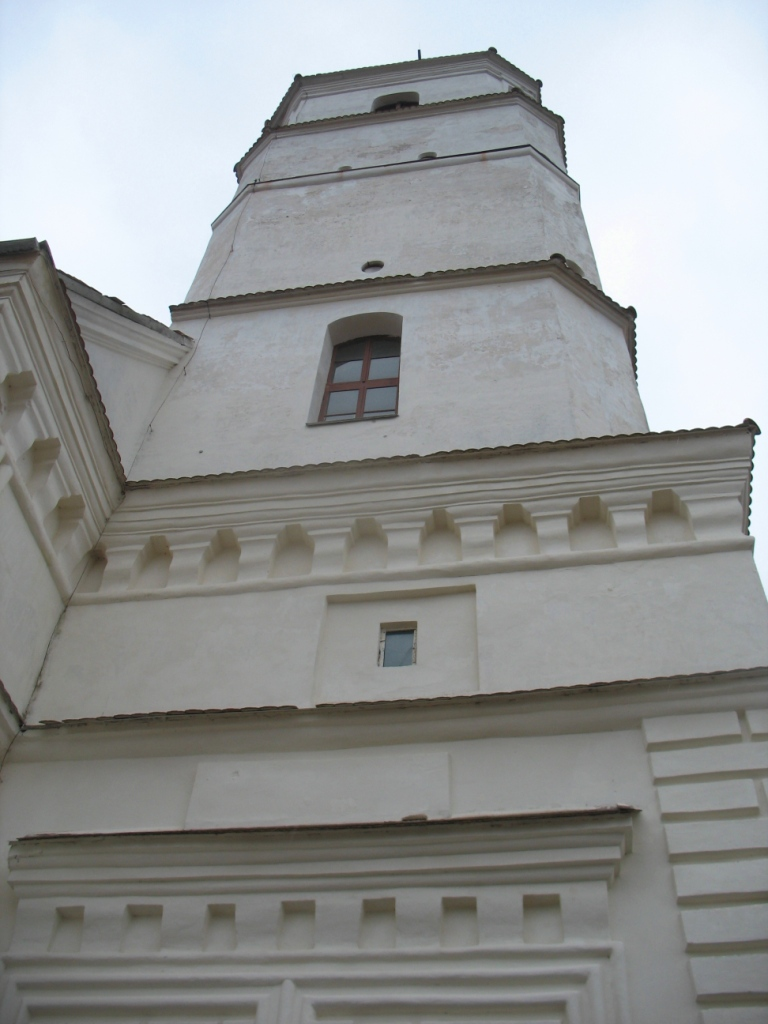